# Beate Rosch
Beate Rosch (* 1947) ist eine deutsche Hörspielregisseurin. Sie hat seit Ende der 1980er- bis Anfang der 2010er-Jahre über 60 Hörspiele und Radio-Features inszeniert.

## Hörspiele und Features
- 1988: Elisabeth Augustin: Der Improvisationsredner
- 1989: Vijay Tendulkar: Der leere Stuhl der Miss Shaku Dalvi
- 1990: Richard Christ: Habsburg heute. Notizen eines Wahlwieners
- 1990: Zsuzsa Kapecz: Alpatschino
- 1991: Klaus Bellin: Ein Winter auf Mallorca oder Die Spuren der George Sand
- 1991: Matthias Eckoldt und Tom Peukert: Brecht und der 17. Juni – Ein Sommer in Buckow
- 1991: Linde von Kayserlingk: Aber am meisten mitten im Herzen
- 1992: Norbert Marohn: Es scheint der Mond so hell
- 1992: Klaus Bellin: Kölner Augenblicke oder Eine Reise zu Heinrich Böll
- 1992: Paul Kohl: Die Kelle in der Hand – Das Lot im Kopf
- 1992: Bosse Lindquist: Veredelte Schweden
- 1995: Xenija Dragunskaja: Oktoberland
- 1996: Kristin Schönfelder: Ach, Vaterland – Vaterland sagt hier keiner
- 1996: Petra Reski: Noch ist Polen nicht verloren
- 1998: Kristin Schönfelder: Der Auftrag ist ausgeführt
- 2000: Kristin Schönfelder: Mein Herz gehört Dir, Leningrad
- 2001: Horst Drescher: Hörsaal 40
- 2003: Wilhelm Genazino: Das Antilopen-Projekt
- 2003: Steffen Lüddemann: Ich schreibe von fischleerer See – Erich Arendt
- 2005: Tobias Barth und Karsten Kretzer: Ja Deutschland, wo liegt es? – Adolf Dresen
- 2006: Tom Peukert: Der fünf Minuten Klassiker

## Theaterdokumentationen
- 2006: Peter Hacks nach Aristophanes: Der Frieden, Audiovisuelle Dokumentation der Inszenierung Benno Bessons am Deutschen Theater Berlin, 1962, DVD Edition Mnemosyne, Neckargemünd/Wien
- 2010: Astel-Paul und die anderen, Volkslieder im Deutschen Theater 1975, Dokumentation mit Adolf Dresen, Margit Bendokat, Bärbel Bolle, Elsa Grube-Deister, Dieter Franke, Uwe Hilprecht, Alexander Lang und Günter Sonnenberg, Eulenspiegel-Verlag Berlin 2010, ISBN 978-3-359-01127-9